# Hagider (Divizia), Cetatea Albă
Hagider (în ucraineană Лиман, transliterat: Lîman) este un sat în comuna Divizia din raionul Cetatea Albă, regiunea Odesa, Ucraina. Are 153 locuitori, preponderent ucraineni.
Satul este situat la o altitudine de 13 metri, în partea nord-estică a raionului Tatarbunar. El se află la o distanță de 33 km est de centrul raional Tatarbunar. În dreptul acestei localități se varsă râul Hagider în Lacul Hagider.
Până în anul 1947 satul a purtat denumirea oficială de Hagider (în ucraineană Хаджідер), în acel an el fiind redenumit Liman.

## Istoric
Prin Tratatul de pace de la București, semnat pe 16/28 mai 1812, între Imperiul Rus și Imperiul Otoman, la încheierea războiului ruso-turc din 1806 – 1812, Rusia a ocupat teritoriul de est al Moldovei dintre Prut și Nistru, pe care l-a alăturat Ținutului Hotin și Basarabiei/Bugeacului luate de la turci, denumind ansamblul Basarabia (în 1813) și transformându-l într-o gubernie împărțită în zece ținuturi (Hotin, Soroca, Bălți, Orhei, Lăpușna, Tighina, Cahul, Bolgrad, Chilia și Cetatea Albă, capitala guberniei fiind stabilită la Chișinău). 
Satul Hagider a fost fondat de către țărani ucraineni iobagi fugiți de pe moșii din provinciile centrale din Rusia. În anul 1908 țăranii săraci au organizat o miting în care au cerut convocarea unei Adunări Constituante și transferul întregului pământ către cei care-l muncesc. Poliția i-a arestat pe organizatorii mitingului .
După Unirea Basarabiei cu România la 27 martie 1918, satul Hagider a făcut parte din componența României, în Plasa Tuzla a județului Cetatea Albă. Pe atunci, majoritatea populației era formată din ucraineni. 
Ca urmare a Pactului Ribbentrop-Molotov (1939), Basarabia, Bucovina de Nord și Ținutul Herța au fost anexate de către URSS la 28 iunie 1940. După ce Basarabia a fost ocupată de sovietici, Stalin a dezmembrat-o în trei părți. Astfel, la 2 august 1940, a fost înființată RSS Moldovenească, iar părțile de sud (județele românești Cetatea Albă și Ismail) și de nord (județul Hotin) ale Basarabiei, precum și nordul Bucovinei și Ținutul Herța au fost alipite RSS Ucrainene. La 7 august 1940, a fost creată regiunea Ismail, formată din teritoriile aflate în sudul Basarabiei și care au fost alipite RSS Ucrainene . 
În perioada 1941-1944, toate teritoriile anexate anterior de URSS au reintrat în componența României. Apoi, cele trei teritorii au fost reocupate de către URSS în anul 1944 și integrate în componența RSS Ucrainene, conform organizării teritoriale făcute de Stalin după anexarea din 1940, când Basarabia a fost ruptă în trei părți. 
În anul 1947, autoritățile sovietice au schimbat denumirea oficială a satului din cea de Hagider în cea de Liman. În anul 1954, Regiunea Ismail a fost desființată, iar localitățile componente au fost incluse în Regiunea Odesa. 
Începând din anul 1991, satul Hagider face parte din raionul Tatarbunar al regiunii Odesa din cadrul Ucrainei independente. În prezent, satul are 153 locuitori, preponderent ucraineni.

## Demografie
Componența lingvistică a localității Lîman
     Ucraineană (98,04%)
     Alte limbi (1,95%)
Conform recensământului din 2001, majoritatea populației localității Lîman era vorbitoare de ucraineană (98,04%), existând în minoritate și vorbitori de alte limbi.
2001: 153 (recensământ)